# Trader Joe's
Trader Joe's Company, tidigare Pronto Markets, är ett amerikanskt detaljhandelsföretag som driver livsmedelsaffärer under namnet Trader Joe's i 41 amerikanska delstater samt Washington, D.C. Det finns 488 livsmedelsaffärer och företaget har 10 001 anställda.
Detaljhandelskedjan har sitt ursprung från 1958 när Joe Coulombe tog över en mindre butikskedja med namnet Pronto Markets. Nio år senare fick den sitt nuvarande namn. 1979 köpte en stiftelse tillhörande den tyske affärsmannen Theo Albrecht, som ägde Aldi Nord, detaljhandelskedjan. Albrecht ansåg att Trader Joe's skulle fortsätta använda sitt namn och lät kedjan agera till stora delar oberoende till sin övriga verksamhet.
Huvudkontoret ligger i Monrovia i Kalifornien.